# Три-Избы
Три-Избы́ (чув. Виҫпӳрт Сали) — деревня в составе Рындинского сельского поселения в Цивильском районе Чувашии.

## География
Деревня расположена на левобережье реки Большой Цивиль, у автодороги федерального значения М7 «Волга», в 2 км от районного центра — города Цивильск, в 35 км от столицы республики — города Чебоксары, в 9 км от железнодорожной станции.

### Административно-территориальное деление
До 1927 года — в составе Цивильской волости Цивильского уезда, с 1 октября 1927 года в составе Цивильского района. 

Сельские / Городской советы: с 1 октября 1927 года — Новодеревенский, с 1948 года — Цивильский горсовет, не ранее 27 сентября 1951 года — Рындинский:354.

## История
Жители — до 1861 года помещичьи крестьяне; занимались земледелием, животноводством. 

В первой половине XIX века выселок Три Избы — в имении Александра Николаевича Рылеева, которое в 1831 году было взято в опеку за жестокое обращение с крестьянами (всего в имении — 150 крестьян мужского пола: деревни Улешево, Старосёлка, выселок Три Избы Цивильского уезда, село Кушниково, деревня Шульгино Чебоксарского уезда, село Никифорово Тетюшского уезда).

Позднее деревня Загородный выселок (вместе с деревней Старосёлка) — в поместье Дарьи Николаевны Рылеевой, внучки Александра Николаевича. 

В 1930 году образован колхоз «Сеятель». 
 По состоянию на 1 мая 1981 года деревня Три-Избы Рындинского сельского совета — в составе совхоза-техникума:102.

## Название
Название деревни произошло от чув. виҫҫӗ «три», пӳрт «изба», сала «село».

### Историческое и прежние названия
Исторические названия: Три Избы (Загородный выселок), Будырки.

## Население
По данным Всероссийской переписи населения 2002 года в деревне проживали 135 человек, преобладающие национальности — русские (34%), чуваши (65%).
| 2010 | 2012 |
| ---- | ---- |
| 128  | ↘112 |

## Инфраструктура
Функционирует КФХ «Хорошавин» (по состоянию на 2010 год). 

Улицы: Заречная, Придорожная, Цивилевая.

## Памятники и памятные места
- Обелиск воинам, погибшим в Великой Отечественной войне (ул. Придорожная, напротив д. 12)[10].